# Joaquim Rafael Branco
Joaquim Rafael Branco (1953) è un politico saotomense.
È stato Primo ministro di São Tomé e Príncipe dal giugno 2008 all'agosto 2010.
Dal 2000 al 2001 ha ricoperto la carica di Ministro degli affari esteri.